# Mario Riccio
Mario Riccio (Napoli, 29 aprile 1898 – 5 dicembre 1979) è stato un politico e avvocato italiano.

## Biografia
Già consigliere comunale a Napoli, è stato eletto al Senato della Repubblica con la DC per le prime tre legislature della Repubblica Italiana. Fu anche sottosegretario di Stato per l'Agricoltura e foreste nel governo Fanfani I e al Tesoro nei governi Segni, Zoli e Fanfani.
Muore all'età di 81 anni nel dicembre 1979.